# X Faktor Adria
Faktor Adria és el nom amb el qual es refereix habitualment a la versió balcànica del programa de telerealitat X Factor o Factor X. També se'l pot anomenar X Faktor. L'edicó Adria es fa conjuntament entre quatre països balcànics: Sèrbia, Montenegro, Bòsnia i Hercegovina i Macedònia. Del concurs n'han sortit candidats dels països corresponents per al festival d'Eurovisió.